# Tarraco

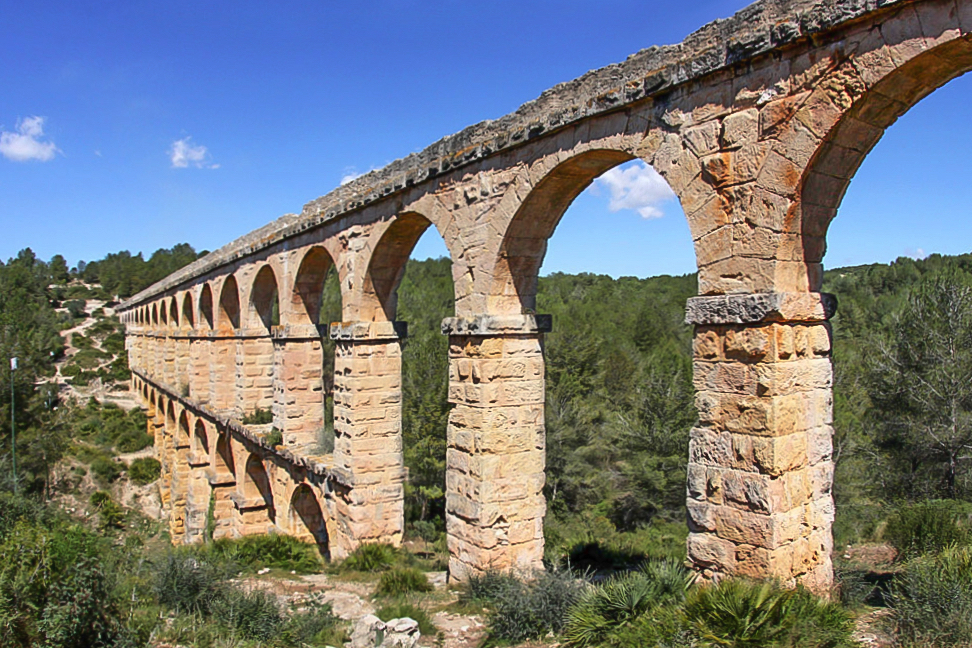
Acueducto romano conocido como el Pont del Diable (Puente del Diablo)

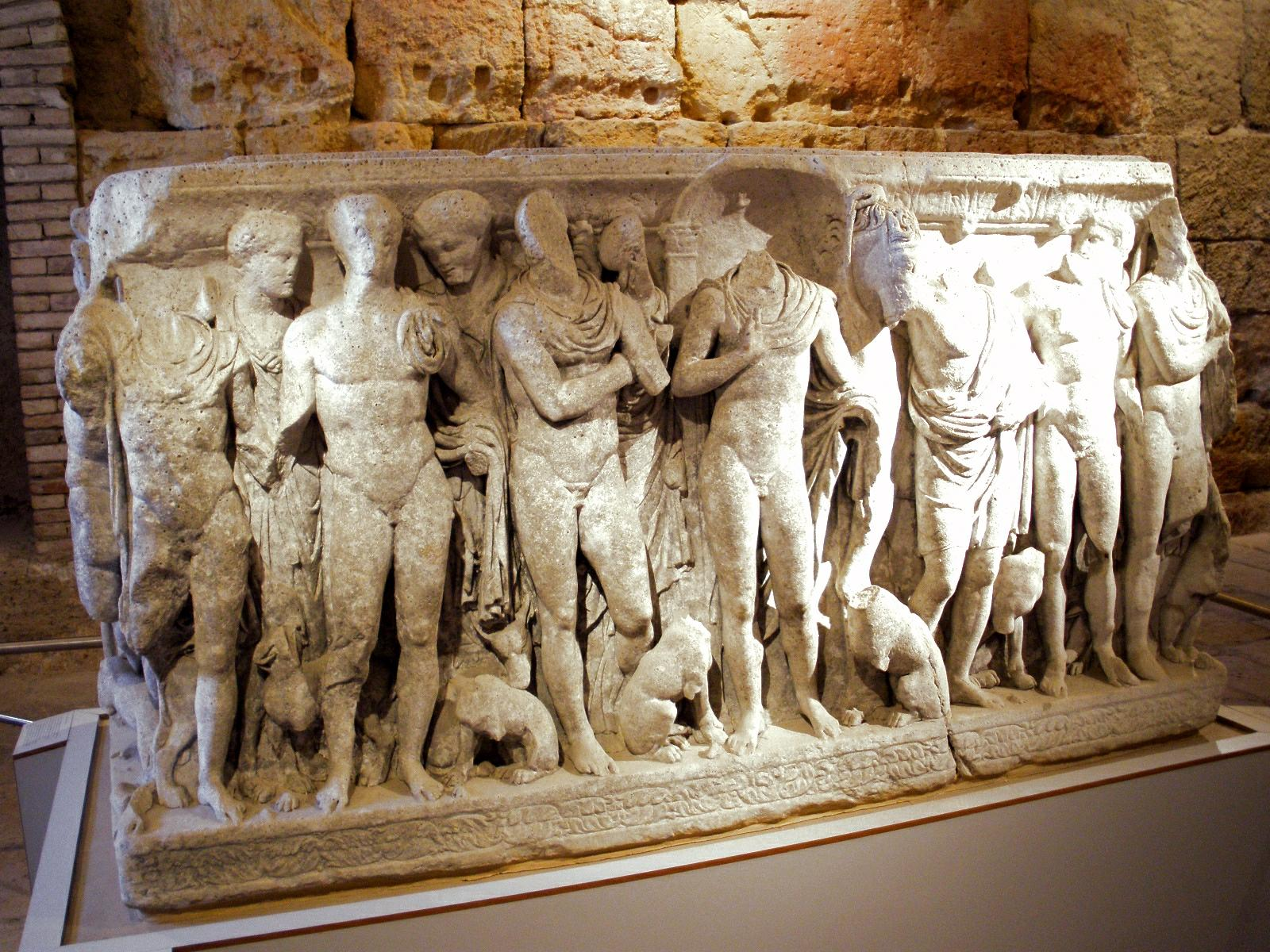
Sarcófago conservado en el museo del fórum y el circo

Tarraco (Tarragona) fue una antigua ciudad romana. Durante el Imperio romano fue una de las principales ciudades de Hispania y capital de la provincia romana Hispania Citerior o Hispania Tarraconensis. El nombre completo de la ciudad era Colonia Iulia Urbs Triumphalis Tarraco. En 2000, el conjunto arqueológico de Tarraco fue declarado Patrimonio de la Humanidad de la Unesco.

## Prehistoria y segunda guerra púnica
El término municipal estuvo poblado en tiempos prerromanos por iberos ilergetes que tuvieron contacto comercial con los griegos y fenicios que se establecieron en la costa. Las colonias ibéricas estaban presentes particularmente en el valle del Ebro. En el término municipal de Tarragona hay hallazgos de colonización desde el siglo V a. C..
Las fuentes que se refieren a la presencia de iberos en Tarraco son ambiguas. Tito Livio menciona un oppidum parvum (fortaleza pequeña) de nombre Cissis; Polibio nombra una polis llamada Kissa (Κίσσα). Poco después de la llegada de Cneo Cornelio Escipión Calvo a Emporiae (Ampurias) en 218 a. C. durante la segunda guerra púnica, se menciona Tarraco por primera vez. Tito Livio escribe que los romanos conquistaron un campo de abastecimiento púnico para las tropas de Aníbal cerca de Cissis y que tomaron la ciudad. Poco tiempo más tarde los romanos fueron atacados «no lejos de Tarraco» (haud procul Tarracone). Pero permanece impreciso si Cissis y Tarraco eran la misma ciudad. Una moneda encontrada en Ampurias lleva la inscripción ibérica Tarakon-salir (salir significa probablemente «plata»). Esta moneda, grabada siguiendo modelos de Ampurias en un lugar desconocido, es fechada en general alrededor del año 250 a. C., en todo caso antes de la llegada de los romanos. El nombre Kesse aparece en monedas del origen ibérico de los siglos II y I a. C. que fueron marcadas siguiendo normas de peso romanas. Kesse debe ser equiparado con Cissis, el lugar de origen de los cisetanos mencionados por Plinio el Viejo.
En el año de 210 a. C. llegaron las fuerzas romanas a cargo de Escipión el Africano a Tarraco. Tarraco fue el alojamiento de invierno entre los años 210 y 209 a. C. y allí reunía el Africano a las tribus de Hispania en conventus. La población fue predominantemente leal a los romanos durante la guerra. Tito Livio les llamó aliados y amigos del pueblo romano (socii et amici populi Romani) y los pescadores de Tarraco (piscatores Tarraconenses) sirvieron con sus barcas durante el sitio de Cartago Nova.
La historia romana más temprana de Tarragona estuvo ligada a los Escipiones. Como ya dijo Plinio el Viejo, Tarraco fue obra de los Escipiones (Tarraco Scipionum opus) como Cartago lo fue de los cartagineses.

## Tarraco durante la República romana
Durante los siguientes siglos Tarraco constituye una base de abastecimiento y residencia de invierno y verano durante las guerras contra los celtíberos, igual que ocurrió durante la segunda guerra púnica. Por eso se supone una presencia militar en este periodo, posiblemente en el área más alta del actual casco antiguo. En 197 a. C., las regiones conquistadas, todavía estrechas bandas a lo largo de la costa de España, estaban repartidas entre las nuevas provincias de Hispania Citerior e Hispania Ulterior. La capital de Hispania Citerior era principalmente Cartago Nova. Sin embargo Estrabón dice que los gobernadores residían no sólo en Cartago Nova sino también en Tarraco.
No queda del todo claro el estatus legal de Tarraco. Estaba probablemente organizada como conventus civium Romanorum (convento = reunión de ciudadanos romanos de la provincia) durante la república, con dos magistri (directores civiles) en cabeza. Cayo Porcio Catón, cónsul del año 114 a. C., eligió Tarraco como lugar de su destierro en el año 108. Lo cual indica que Tarraco era una ciudad libre o tal vez aliada en aquel momento. De finales del siglo II a. C. data también la construcción del anfiteatro en las afueras de la ciudad.
Según Estrabón uno de los últimos combates había tenido lugar no lejos de Tarraco. Cuando Julio César batía a los partidarios de Cneo Pompeyo Magno en 49 a. C. en Ilerda (Lérida), Tarraco apoyó su ejército con alimentos. No está del todo claro si Tarraco recibió el estatus de colonia por parte de César o de Augusto, aunque la investigación actual suele asumir que fue el primero quien otorgó ese estatus después de su victoria en Munda.

## El periodo de César Augusto

Provincias hispanas tras la reforma de Augusto

En el año de 27 a. C. el emperador romano Augusto se dirigió a Hispania para vigilar las campañas en Cantabria (véase Guerras cántabras). Sin embargo debido a su salud débil prefirió quedarse en Tarraco. Al parecer, Augusto hizo construir un altar en la ciudad, y una anécdota del retórico Quintiliano menciona que los habitantes de Tarraco se quejaron a Augusto de que una palmera había crecido en el altar, respondiendo él que eso significaría que no era usado muy a menudo.

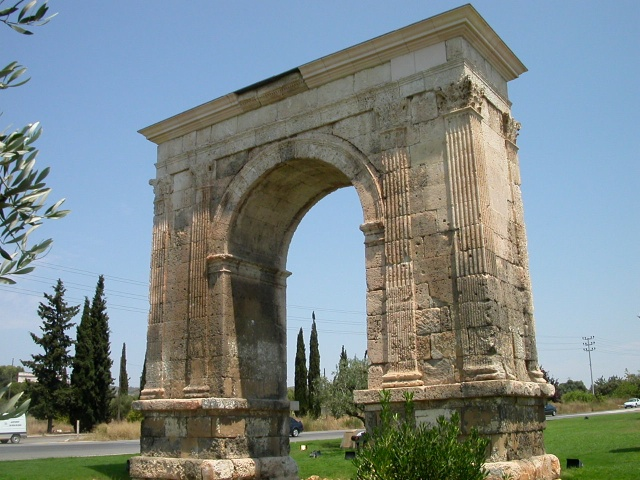
Arco de Bará en la Vía Augusta, a unos 20 km al norte de Tarraco

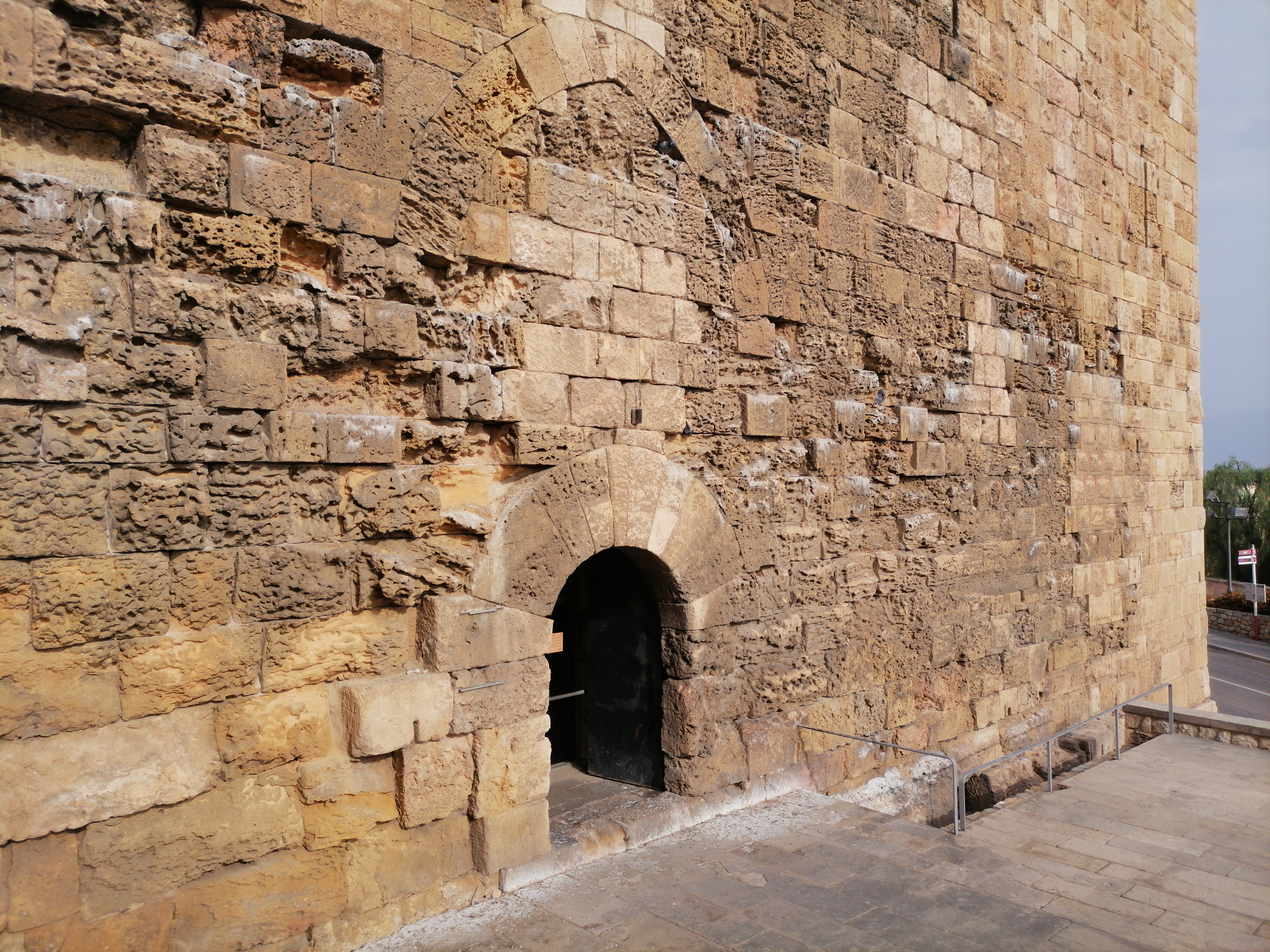
Torre del Pretorio.

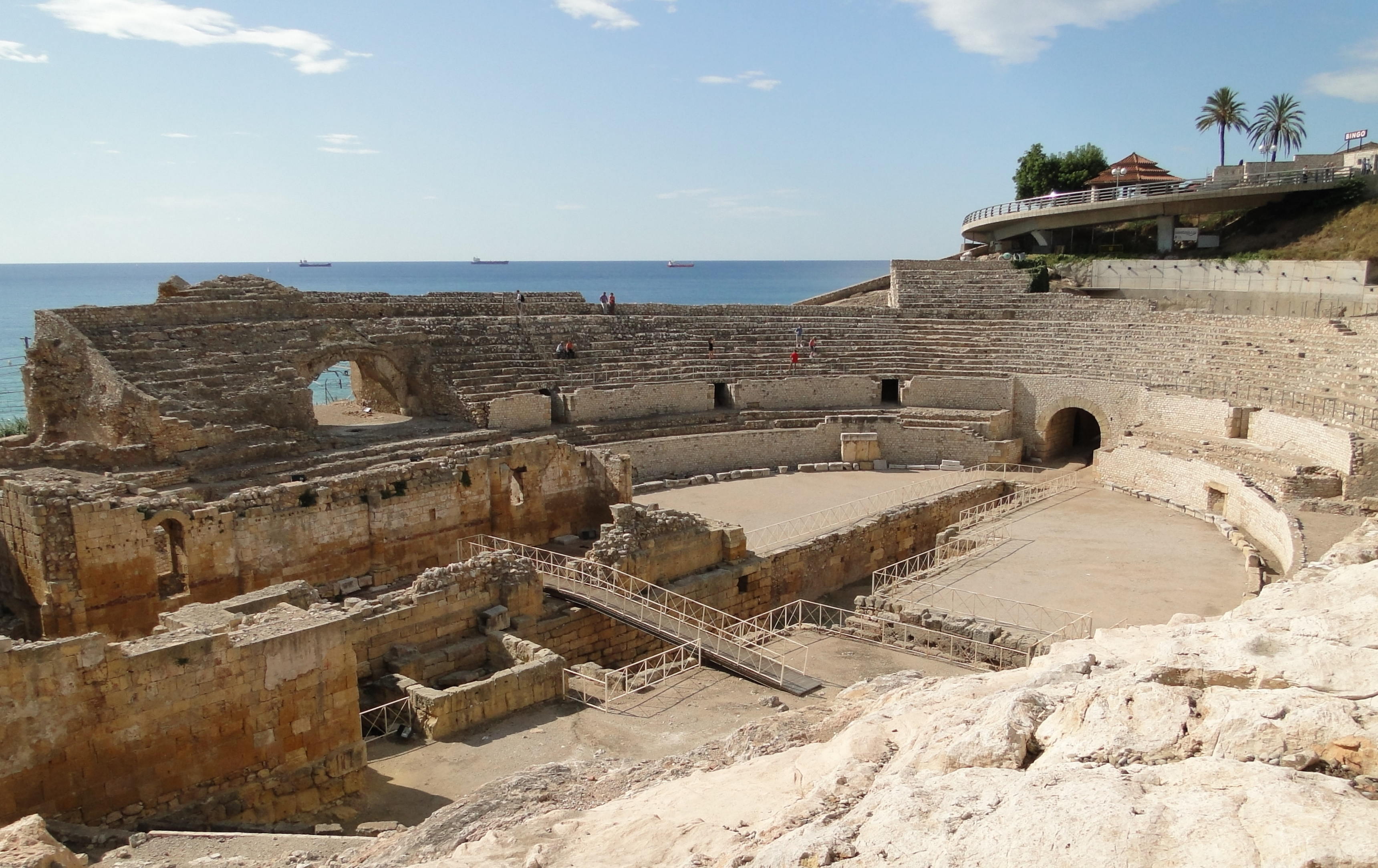
Restos del anfiteatro de Tarraco

Poco después convirtió la vieja Vía Hercúlea en la Vía Augusta. Un mojón, encontrado en Plaza de Toros, menciona esa carretera entre 12 y 6 a. C., que llevaba a Barcino por el nordeste y a Dertosa, Saguntum y (Valentia) por el sur.
Durante la presencia de Augusto las provincias hispanas fueron organizadas de nuevo. La Hispania Ulterior fue repartida en las nuevas provincias de Bética y Lusitania. Tarraco pasó a ser la capital de Hispania Citerior, también conocida como Hispania Tarraconensis.
La ciudad floreció bajo Augusto. El escritor Pomponio Mela la describe en el siglo I de la siguiente manera: "Tarraco es el puerto más rico en esta costa" (Tarraco urbs est en his oris maritimarum opulentissima). Tarraco acuñó bajo Augusto y Tiberio monedas propias con representaciones del culto imperial y la inscripción CVT, CVTT o CVTTAR.
Después de la muerte de Augusto en el año de 14 d. C., el emperador fue deificado oficialmente, y en 15 d. C. se erigió un templo que lo bendecía, probablemente en el barrio oriental o en la cercanía del foro de la colonia, como menciona Tácito en sus Anales.

## La ciudad durante el Alto Imperio
En el año 68 d. C. Galba, que residió ocho años en Tarraco, fue proclamado emperador en Clunia. Bajo Vespasiano comenzó una reorganización de las precarias finanzas del estado. Según Plinio esto permitió conceder la ciudadanía latina a los habitantes de Hispania. El territorio español, que desde la Antigüedad consistía en zonas urbanas y un territorio dividido según la organización tribal, se transformó en áreas que se organizaron alrededor de los centros urbanos de todo, sea en colonias o en municipios, facilitando la recaudación de impuestos. Un rápido incremento de la construcción pudo ser causa de la reorganización de la provincia. Durante este periodo fueron probablemente construidos el anfiteatro, el área del templo y el foro provincial en la parte superior de la ciudad. Entre 70 y 180 d. C. la mayoría de las estatuas fueron colocadas en esos lugares.
Bajo el emperador Trajano fue nombrado patrón de la ciudad el senador Lucio Licinio Sura. Sura provenía de la Tarraconensis y alcanzó los más altos cargos del Estado. Probablemente, en el invierno de 122-123 d. C. Adriano visitó la ciudad y celebró en ella un conventus para Hispania. Además, se reconstruyó el templo de Augusto.
Con el final del siglo II comenzaron en Tarraco claras dificultades económicas. Se construyeron pocas estatuas en honor de la ciudad, probablemente debido a la falta de financiación. Este período vio también la derrota de la lucha contra el emperador Clodio Albino, entre cuyos partidarios estuvo el gobernador de la Tarraconensis Novio Lucio Rufo. Desaparecen las inscripciones dedicadas a las Provinciae Concilium y aparecen cada vez más inscripciones dedicadas al personal militar. En adelante hubo menos comerciantes influyentes en el ordo decurionum (administración civil) y más patroni (grandes terratenientes y altos funcionarios públicos). Severo reconstruyó el templo de Augusto (heliogábalo) en el anfiteatro, como demuestra una inscripción del fondo.
En el año 259 fueron ejecutados en el anfiteatro de Tarraco el obispo Fructuoso y sus dos diáconos Augurio y Eulogio, en el marco de la persecución del cristianismo por el Imperio romano.

## Bajo Imperio

La península ibérica en la Antigüedad tardía

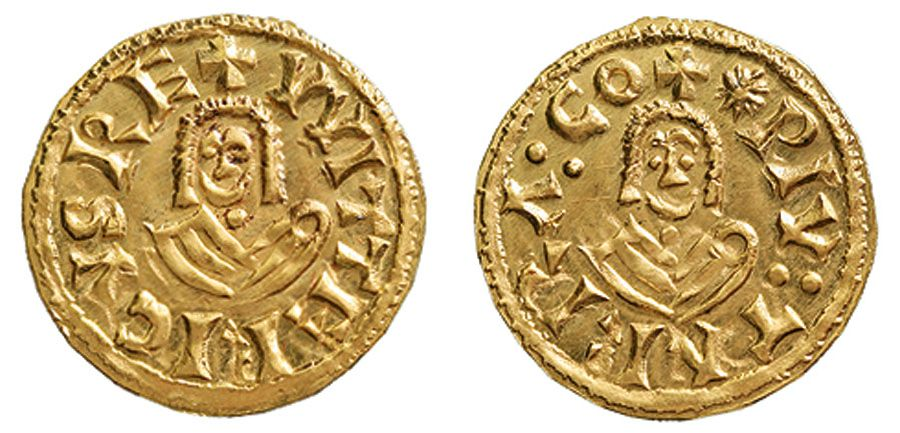
Imitación moderna de un tremís visigodo de oro acuñado en Tarraco durante el reinado de Witerico

Tras las reformas de la administración imperial de Diocleciano, la península será una diócesis dividida en seis provincias que eran mucho más pequeñas que anteriormente. Tarraco siguió siendo capital, pero de una provincia mucho más pequeña. Los edificios destruidos durante la invasión de los francos fueron lentamente reconstruidos o sustituidos por otros nuevos. Entre Diocleciano y Maximiano (286 a 293) se construyó un pórtico de Júpiter que podría ser parte de una basílica.
Tarraco fue ocupada por los visigodos en el año 474 por el rey Eurico. No existe evidencia de destrucción y al parecer la captura de la ciudad fue relativamente tranquila. Es probable que los visigodos se hicieran cargo de las estructuras existentes imponiendo una clase superior delegada. La existencia de tumbas cristianas en este periodo parecen confirmarlo. Continuó sin embargo la decadencia de la ciudad, con pérdida progresiva de población y actividad económica.
En 585, Hermenegildo, hijo del rey Leovigildo, moría asesinado en Tarraco.
La ciudad de Tarraco fue conquistada por el ejército árabe-musulmán hacia 713 o 714 durante la invasión musulmana de la península ibérica, en circunstancias poco claras. La mayoría de los historiadores afirman que la ciudad fue destruida tras resistir un asedio de un mes pero por otra parte se sabe que el obispo de entonces, Próspero, huyó a Italia poco antes de la conquista y del duque no hay noticias, por lo cual es dudoso que quedase algún líder para organizar la defensa. En cualquier caso, incluso si no fue destruida físicamente, con seguridad Tarraco perdió tras la conquista casi toda la importancia administrativa y religiosa que le quedaba.

## Conjunto arqueológico
El conjunto arqueológico de Tarraco es uno de los más extensos conjuntos arqueológicos pertenecientes a la Hispania Romana que se conservan en España. Fue declarado Patrimonio de la Humanidad en 2000 por la Unesco. La ciudad de Tarraco es el más antiguo asentamiento romano en la península ibérica, que llegó a convertirse en capital de la provincia de Hispania Citerior en el siglo I a. C.
Aún quedan muchas importantes ruinas romanas en Tarragona. Parte de los cimientos de las grandes murallas ciclópeas cerca del Cuartel de Pilatos se cree que pueden ser anteriores a la época romana. El edificio que se acaba de mencionar, una prisión en el siglo XIX, se dice que era el palacio de Augusto.
Tarraco, como la mayor parte de las ciudades antiguas, ha seguido siendo habitada, y sus propios ciudadanos fueron paulatinamente obteniendo materiales de construcción de las antiguas edificaciones. El anfiteatro cerca de la orilla del mar fue usado como una cantera, y solo quedan de él actualmente unos pocos vestigios. Se construyó encima del circo, de 45,72 metros de largo, aunque algunas de sus secciones pueden seguir trazándose. Por toda la ciudad aparecen inscripciones en latín e incluso en fenicio, en las piedras de las casas.
Dos monumentos antiguos, algunos a pequeña distancia de la ciudad, sin embargo, han envejecido mucho mejor. El primero de ellos es un magnífico acueducto, que cruza un valle a un kilómetro y medio de las puertas. Tiene 217 metros de largo y en la sección central alcanza los 27 metros de altura. El monumento, a unos diez kilómetros al noreste de la ciudad, es un sepulcro romano, que normalmente se llama Torre de los Escipiones, pero no hay autoridad que afirme que fueron enterrados aquí.

### Criterios

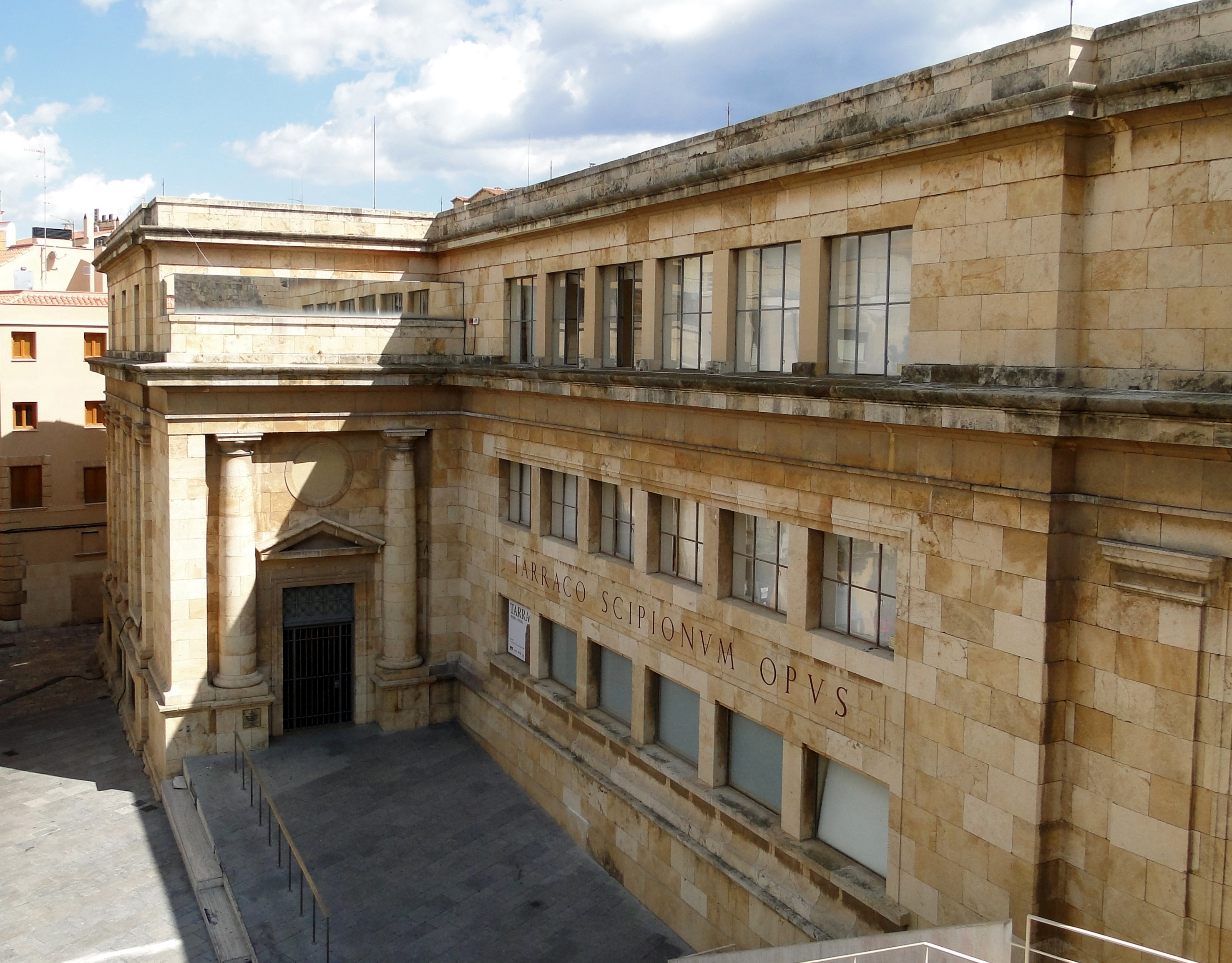
Los principales restos de la ciudad romana se conservan en el Museo Arqueológico Nacional de Tarragona (MNAT)

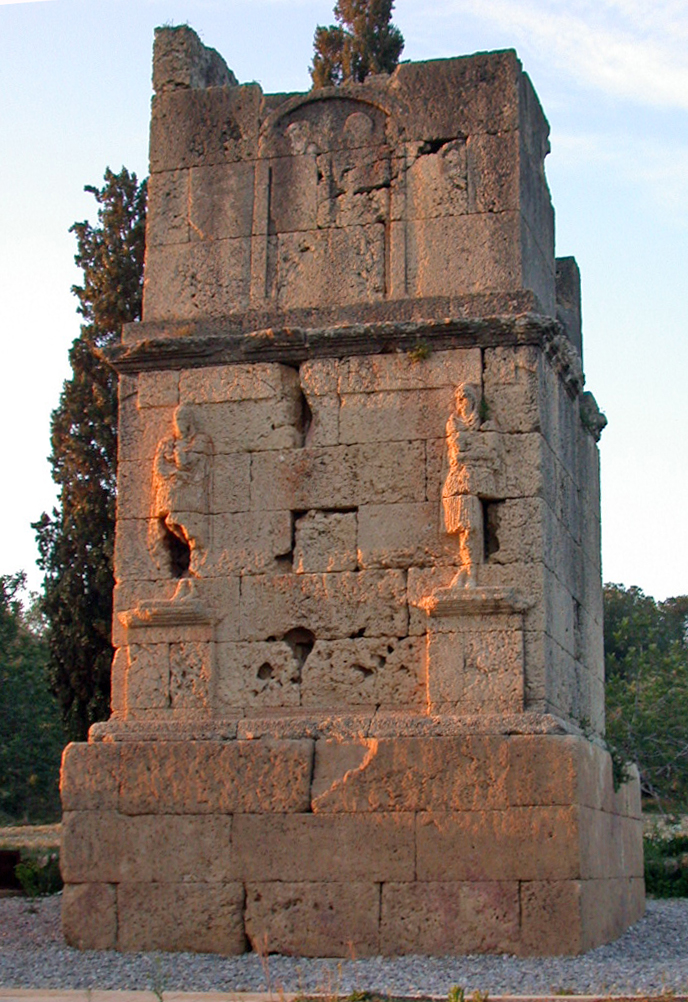
Torre de los Escipiones

La Unesco consideró que las ruinas que se conservan de la antigua ciudad romana de Tarraco merecían incluirse en la Lista del Patrimonio mundial por cumplirse dos criterios:
Criterio ii. Los restos romanos de Tarraco son de una importancia excepcional en el desarrollo del planeamiento y diseño urbanístico romano y sirvió de modelo para las capitales provinciales en el resto del mundo.
Criterio iii. Tarraco proporciona un testimonio elocuente y sin parangón de una etapa significativa en la historia de las tierras mediterráneas en la Antigüedad.

### Lugares protegidos
| Código  | Nombre                                        | Lugar                              | Coordenadas                                    |
| ------- | --------------------------------------------- | ---------------------------------- | ---------------------------------------------- |
| 875-001 | Murallas romanas                              | Tarragona                          | 41°07′12.4″N 1°15′32.6″E / 41.120111, 1.259056 |
| 875-002 | El recinto de culto imperial                  | Tarragona                          | 41°07′10.3″N 1°15′30.0″E / 41.119528, 1.258333 |
| 875-003 | Foro provincial                               | Tarragona                          | 41°07′05.0″N 1°15′21.0″E / 41.118056, 1.255833 |
| 875-004 | El circo                                      | Tarragona                          | 41°06′56.9″N 1°15′24.5″E / 41.115806, 1.256806 |
| 875-005 | El Foro colonial                              | Tarragona                          | 41°06′52.5″N 1°14′56.6″E / 41.114583, 1.249056 |
| 875-006 | El teatro romano                              | Tarragona                          | 41°06′48.6″N 1°14′52″E / 41.113500, 1.24778    |
| 875-007 | El anfiteatro, la basílica e iglesia románica | Tarragona                          | 41°06′53.0″N 1°15′33.5″E / 41.114722, 1.259306 |
| 875-008 | Cementerio paleocristiano                     | Tarragona                          | 41°06′53.1″N 1°14′18.0″E / 41.114750, 1.238333 |
| 875-009 | Acueducto                                     | 4 km al norte de Tarragona         | 41°08′47.6″N 1°14′36.6″E / 41.146556, 1.243500 |
| 875-010 | Torre de los Escipiones                       | 5 km al este de Tarragona          | 41°07′52.7″N 1°18′59.0″E / 41.131306, 1.316389 |
| 875-011 | Cantera del Médol                             | 9 km al norte de Tarragona         | 41°08′12.7″N 1°20′22.4″E / 41.136861, 1.339556 |
| 875-012 | La villa-mausoleo de Centcelles               | 4,6 km al nornoroeste de Tarragona | 41°09′07.6″N 1°13′49.7″E / 41.152111, 1.230472 |
| 875-013 | La villa dels Munts                           | 10 km al este de Tarragona         | 41°08′01.8″N 1°22′22.8″E / 41.133833, 1.373000 |
| 875-014 | Arco de triunfo de Bará                       | 20 km al este de Tarragona         | 41°10′22.9″N 1°28′07.3″E / 41.173028, 1.468694 |